# Navia glauca
Espèce
Classification phylogénétique
Navia glauca est une espèce de plante de la famille des Bromeliaceae, endémique du Venezuela.

## Distribution
L'espèce est endémique de l'État d'Amazonas au Venezuela.